# بي واي دي
بي واي دي المحدودة (بالإنجليزية: BYD)‏(بالصينية: 比亚迪)، هي شركة صينية متعددة الجنسيات مدرجة في البورصة، يقع مقرها الرئيسي في شنجن، غوانغدونغ، الصين. تشتهر بتكاملها الرأسي، إذ تمتلك عدة شركات تابعة رئيسية، من بينها بي واي دي أوتو المتخصصة في تصنيع السيارات، وبي واي دي إلكترونيكس التي تنتج الأجزاء الإلكترونية، بالإضافة إلى فيندريمز، العلامة التجارية التي تدير إنتاج مكونات السيارات وبطاريات المركبات الكهربائية.
تأسست الشركة في فبراير 1995 على يد وانغ تشوانفو كشركة متخصصة في تصنيع البطاريات. في عام 2003، أطلقت بي واي دي أوتو، والتي أصبحت لاحقًا أكبر شركة تابعة لها، وواحدة من أبرز مُصنّعي المركبات الكهربائية الهجينة والقابلة للشحن على مستوى العالم. منذ عام 2009، تجاوزت مساهمة قطاع السيارات 50% من إيرادات الشركة، وارتفعت هذه النسبة إلى أكثر من 80% بحلول عام 2023.
تقدم بي واي دي مجموعة واسعة من المنتجات، تشمل: بطاريات قابلة للشحن (للهواتف الذكية، والمركبات الكهربائية، وحلول التخزين الكبيرة)، مركبات كهربائية وهجينة (سيارات ركاب، حافلات، شاحنات)، ألواح شمسية وأشباه موصلات، أنظمة النقل بالسكك الحديدية. أصبحت بي واي دي عبر شركتها التابعة فيندريمز باتري ثاني أكبر منتج لبطاريات المركبات الكهربائية عالميًا بحصة سوقية بلغت 17.2% من إجمالي الإنتاج العالمي في عام 2024.
اعتبارًا من سبتمبر 2024، توظف الشركة 900,608 موظفين، منهم 104,003 يعملون في البحث والتطوير. كما تُعد من الشركات الرائدة عالميًا في تقديم براءات الاختراع، حيث سجلت أكثر من 13,000 طلب براءة اختراع بين عامي 2003 و2023.
أسهم بي واي دي مدرجة في كل من بورصة هونغ كونغ وبورصة شنجن ضمن نوعي الأسهم (H وA). في عام 2023، احتلت الشركة المرتبة 212 في قائمة فورتشن جلوبال 500، مما يعكس نموها السريع وتأثيرها العالمي.